# 송민지 (자전거 경기 선수)
송민지(1998년 6월 30일~)는 대한민국의 자전거 경기 선수이다.

## 경력
영주시 동산여자중학교 1학년 때 사이클부에 입부하면서 자전거 경기를 시작했다.
2023년 6월 태국 라용에서 열린 2023년 아시아 선수권 대회 여자 개인도로 종목에서 29위를 기록했다. 같은 해 10월 중국 항저우에서 열린 2022년 아시안 게임에 대한민국 트랙 사이클 대표 선수로 참가했다. 그녀는 단체 추발에 강현경, 나아름, 이주미, 신지은과 함께 출전하여 4위로 대회를 마쳤다.
2024년 6월 카자흐스탄 알마티에서 열린 2024년 아시아 선수권 대회 여자 개인도로 종목에서 112.6㎞ 구간을 2시간 56분 51초로 주파해 84명의 선수 가운데 가장 먼저 결승선을 통과해 우승했다. 이 대회 우승으로 인해 2024년 하계 올림픽 출전권을 획득했다.